# José Ángel
José Ángel Valdés Díaz (Gijón, 5 september 1989) – alias José Ángel of Cote– is een Spaans voetballer die doorgaans als linksback speelt. Hij verruilde Osasuna in juli 2022 transfervrij voor Sporting Gijón, waar zijn carrière ook begon.

## Clubcarrière
José Ángel stroomde door uit de jeugdopleiding van Sporting Gijón, de club uit zijn geboortestad. Hij debuteerde op 8 februari 2009 in het eerste elftal tijdens een wedstrijd in de Primera División uit bij FC Barcelona, in Camp Nou. Hij maakte zijn eerste competitiedoelpunt op 15 maart 2009, tegen Deportivo La Coruña. José Ángel veroverde in 2010/11 een vaste basisplaats en speelde in 2,5 seizoen uiteindelijk 52 competitieduels voor Sporting Gijón.
Gijón verkocht José Ángel op 19 juli 2011 voor 4,5 miljoen euro aan AS Roma. Hiervoor debuteerde hij op 11 september 2011 in de Serie A, tegen Cagliari. Hoewel hij in 2011/12 voornamelijk als basisspeler fungeerde, had de Italiaanse club hem daarna niet meer nodig. Roma verhuurde hem vanaf augustus 2012 twee keer voor een jaar aan Real Sociedad. Hier ging hij concurreren met Alberto de la Bella. Dit pakte in 2013/14 beter uit voor hem dan in het eerste jaar.
Ángel tekende in juli 2014 een vierjarig contract bij FC Porto. Dat nam hem kosteloos over van AS Roma, dat in ruil daarvoor de helft van een eventuele toekomstige doorverkoopprijs bedong. Hij werd ook bij de Portugese club geen basisspeler. Porto verhuurde Ángel in juli 2016 voor een jaar aan Villarreal, dat daarbij een optie tot koop bedong. Die lichtte het niet.
José Ángel tekende in juli 2017 transfervrij bij Eibar, de nummer tien van Spanje in het voorgaande seizoen. Hier werd hij voor het eerst sinds zijn laatste jaar in Gijón weer een vaste basisspeler. Coach José Luis Mendilibar bleef ook in de jaren die volgden op hem vertrouwen. Hij ontbrak alleen in 2020/21 een halfjaar in de wedstrijdselectie als gevolg van een ingescheurde kruisband. Eibar degradeerde dat seizoen naar de Segunda División. José Ángel verhuisde echter naar Osasuna en speelde zo toch nog een jaar in de Primera División.
Ángel keerde in juli transfervrij terug naar Sporting Gijón, waar zijn carrière begon. Dat was inmiddels actief in de Segunda División.

## Interlandcarrière
José Ángel speelde tien keer voor Spanje –20 en vier keer voor Spanje –21. Hij maakte deel uit van het Spanje –21 dat het EK –21 van 2011 won, maar kwam op dat toernooi zelf niet in actie.
1 Cuéllar ·
2 Douglas ·
3 Babin · 
4 Meré ·
5 Amorebieta ·
6 Álvarez ·
7 Rodríguez ·
8 Traoré ·
9 Castro ·
10 Cases ·
11 Lora  ·
13 Mariño ·
14 Burgui · 
15 Canella ·
16 Lillo ·
17 Afif ·
18 López ·
19 Carmona ·
20 Ndi ·
21 Torres ·
23 Gómez · 
24 Čop · 
25 Viguera · 
26 Fernández · 
27 Díaz · 
28 Santos · 
29 Rodríguez · 
30 Whalley · 
31 Rubén · 
33 Salvador · 
Coach: Rubi